# (4499) Davidallen
Pour les articles homonymes, voir Dave Allen.
(4499) Davidallen est un astéroïde de la ceinture principale.

## Description
(4499) Davidallen est un astéroïde de la ceinture principale. Il fut découvert le 4 janvier 1989 à Siding Spring par Robert H. McNaught. Il présente une orbite caractérisée par un demi-grand axe de 3,18 UA, une excentricité de 0,16 et une inclinaison de 6,5° par rapport à l'écliptique.

## Compléments